# Konwencja wiedeńska w sprawie ochrony warstwy ozonowej
Konwencja wiedeńska w sprawie ochrony warstwy ozonowej (ang: Vienna Convention for the Protection of the Ozone Layer) – międzynarodowy traktat podpisany 22 marca 1985 przez państwa Wspólnoty Europejskiej, mający na celu tworzenie zarysu polityki ochrony warstwy ozonowej w krajach sygnatariuszach. Obecnie należy do niego 198 stron.
Wszedł w życie 22 września 1988 i zobowiązywał strony do prowadzenia pomiarów poziomu ozonu w atmosferze, ograniczenia emisji gazów powodujących zubażanie warstwy ozonowej oraz prowadzenia badań nad skutkami zaniku warstwy ozonowej.
Sekretarz Generalny Organizacji Narodów Zjednoczonych jest depozytariuszem (art. 20). Języki autentyczne: arabski, chiński, angielski, francuski,
rosyjski i hiszpański. Spory rozstrzyga Międzynarodowy Trybunał Sprawiedliwości, chyba że strony ustalą inny sposób (art. 11).